# Chồn thông châu Âu
Chồn thông châu Âu (danh pháp hai phần: Martes martes) là một loài chồn thuộc chi Chồn mactet, họ Chồn. Loại này phân bố ở châu Âu.